# Siculisch
Siculisch bezeichnet die „Sizilianisierung“ englischer Wörter oder Sätze durch sizilianische Einwanderer in den Vereinigten Staaten in der ersten Hälfte des 20. Jahrhunderts aufgrund von Wortnot und zu humoristischen Zwecken. Siculisch wurde von siculischen Gemeinden auch des Öfteren dazu verwendet, amerikanische Toponyme zu sizilianisieren. So wurde Bensonhurst zu „Bensinosti“, New York verwandelte sich in „Nova Jorca“ und Brooklyn in „Brucculinu“.
Andere Formen des Siculischen haben sich auch in anderen anglophonen Ländern wie Kanada und Australien entwickelt. Die überraschenden Ähnlichkeiten zwischen diesen Formen stammen aus transnationalen Emigrantenbewegungen, oder, was viel wahrscheinlicher ist, aus der logischen Angleichung des Englischen an die sprachlichen Normen des Sizilianischen.
Einige Einwanderer der zweiten Generation verwechseln häufig siculische Wörter mit der gegenwärtigen sizilianischen Sprache. Dies passiert vorwiegend mit Wörtern, die mit dem Englischen eine gemeinsame linguistische Ableitung haben, wie das alte Normannisch. Zum Beispiel: trubbulu und trouble (Ärger); damaggiu und damage (Schaden); raggia und rage (Wut); tastari und to taste (kosten, probieren); attruppicari und to trip (stolpern).
Der Schriftsteller Leonardo Sciascia verwendet in seiner Erzählung La zia d’America (aus der Sammlung Gli zii di Sicilia) einige „Sizilianisierungen“ englischer Wörter, wie zum Beispiel den Begriff storo, aus dem englischen store, als Bezeichnung für einen Laden.

## Beispiele
Einige Beispiele sizilianisierter Wörter
- beccasu von back und house (Badezimmer)
- bissinissi oder bisinissa von business (Geschäfte)
- bossu von boss (Chef)
- carru eine Verschmelzung des englischen car mit dem Sizilianischen carru (Auto)
- cciànza von chance (Möglichkeit)
- dràiu-uè von drive way (Hofeinfahrt)
- ferri-bottu von ferry boat (Fähre)
- frenza von fence (Zaun, Gehege)
- furnàci von furnace (Ofen)
- giobbu oder giobba von job (Arbeit, Beruf)
- iàrda von yard (Garten, Rasenfläche)
- macìna von machine (Maschine im Allgemeinen, z. B. washing machine ⇒ macina pi lavari, Waschmaschine)
- minnistritti von main street (Hauptstraße)
- nepichina von napkin (Serviette)
- pinè von penny (verwendet für ‚cent‘, Cent des Dollar)
- ponti von pound (Pfund)
- sellu von cellar (Keller)
- tichetta von ticket (Fahrkarte, Strafzettel)
- truccu von truck (Lastwagen)
- tupicu von toothpick (Zahnstocher)